# Mycomya disa
Mycomya disa är en tvåvingeart som beskrevs av Vaisanen 1984. Mycomya disa ingår i släktet Mycomya och familjen svampmyggor.
Artens utbredningsområde är Finland. Arten är reproducerande i Sverige. Inga underarter finns listade i Catalogue of Life.